# Jules Keita
Abdoulaye Jules Keita (20 juli 1998) een Guinees voetballer die bij voorkeur als vleugelspeler speelt. Hij tekende in 2018 bij Dijon FCO.

## Clubcarrière
Keita is afkomstig uit de jeugdacademie van SC Bastia. In 2018 tekende hij bij Dijon FCO. Op 11 augustus 2018 debuteerde hij in de Ligue 1 tegen Montpellier HSC. Op 25 augustus 2018 maakte de Guinees twee doelpunten tegen OGC Nice.

## Interlandcarrière
Keita speelde voor Guinea -17 en Guinea -20.